# Myiodola spinicrus
Myiodola spinicrus là một loài bọ cánh cứng trong họ Cerambycidae.